# Бернардијева соба
Бернардијева соба је роман из 2011. године у издању Културног центра Новог Сада српског књижевника Слободана Тишме. Добитник је НИН-ове награде за најбољи роман године.

## О писцу
Слободан Тишма је рођен 1946. године у Старој Пазови. Бавио се писањем поезије, концептуалном уметношћу и рок музиком у младости. Живи и ствара у Новом Саду.

## О књизи
Бернардијева соба је кратак роман који је сачињен од петнаест поглавља. На првој страници романа, у поднаслову, стоји: за глас (контратенор) и оркестар, и тако аутор ово прозно дело проглашава „музичком композицијом“. Читаоца већ при првом контакту са текстом асоцира на „музичку“ позадину романа.
Главни јунак и приповедач романа је Пишта Петровић, а срж овог романа чине рефлексије, асоцијације, дисоцијације, поетске слике, целокупна поетска структура коју је способан да мобилише и приповедно оживи. Чини се да је једина реалност коју читаоцима нуди приповедач романа у ствари реалност оног унутра, реалност замишљеног, могућег и неоствареног. Пишта Петровић је глас који долази са саме маргине друштва, он истуда из друштва и сам себе ставља на маргину јер једино у издвојености и отуђености види аутентичан пулс егзистенције. Пиштина отуђеност произилази из урушених просветитељских система вредности које доноси постмодерно мишљење и двадесет први век. Не постоји сфера живота која није загађена дахом политике, трговине, манипулације и мешетарења, па чак и књижевност. Једина оаза у коју Петровић верује јесте оаза личног, имагинативног доживљаја света, а љуштура је мотив који с јавља кроз читав роман у варијацијама. 
Главни јунак романа има проблем с простором. Покушава да пронађе тачку на којој би се пресекле координате времена и места. Пишта Петровић не зна да ли би било боље да бежи, или да још дубље продре у простор, не би ли пронашао своје место, смисао и идентитет. Соба у којој живи није његова већ Бернардијева, или он макар верује да је Бернардијева. Напушта стан и завлачи се у олупину аутомобила остављеног на паркингу. У шкољци заборавњеног мерцедеса, Пишта Петровић замишља да је на великом таласу леденог Океана.
Испружен у шкољци мерцедеса, иако физички не мрда с места, Пишта Петровић трага за правим местом на коме би се скрасио, све док га, на крају романа, не разапну на крст. У тој причи о лутању по бесконачном Океану, успоменама, смислу, одрастању, идентитету... Тишма проналази излаз за свог јунака тек на том месту. 
Бернардијева соба је свачија властита соба, место субјекта које је титрање празнине између таласа Океана, соба која нас празни од нас самих.

### Поглавља у роману
Роман чине петнаест поглавља:
- У љусци
- Стан
- Моја идеја
- Пол и политика
- Соба, столац
- Berlinič&Co
- Кесе
- Деложација
- Позив
- Песма
- Магична бележница
- Сведоци
- Фарма
- Нараменица
- Багателе (само за веома нестрпљиве)

## Награде
- Слободан Тишма је за роман добио НИН-ову награду за роман године (2011).[5]